# Cristóbal Moehrlen

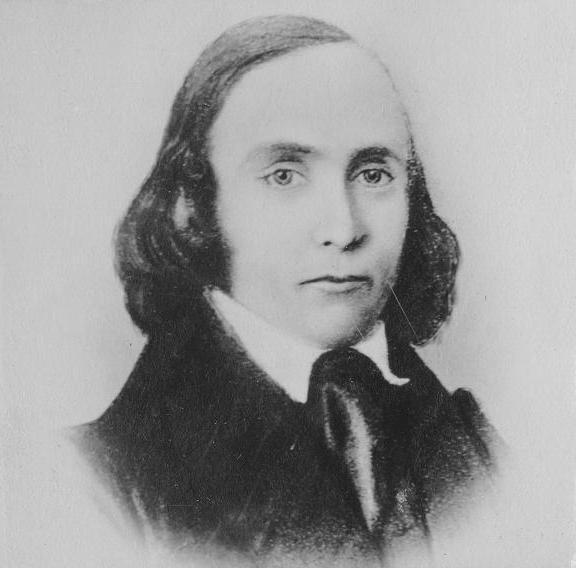
Dr. Cristóbal Moehrlen

Cristóbal Moehrlen (Baiersbronn, Württemberg, 20 de enero de 1800 — Daillens, cantón de Vaud, 28 de febrero de 1871); pseudónimo de Christoph Irenius) fue un profesor, pastor/teólogo protestante y escritor, particularmente de libros infantiles, radicado en la Suiza romanda.
Moehrlen era profesor en el Seminario de Schiers así como en la instituiçãon para pobres Calame en Le Locle. Moehrlen también era durante un cierto tiempo profesor y educador en una institución en Beuggen para niños griegos rescatados de esclavitud turca (fundada en 1827 por iniciativa de Christian Friedrich Spittler) para educarlos de manera cristiana. Después, él era pastor en Payerne (cantón de Vaud), donde fundó y direccionó un reformatorio para niños; trabajó, finalmente, como pastor en Daillens (cantão de Vaud), donde murió en el 28 de febrero de 1871.
Además de algunas obras educativas y de traducciones, Moehrlen publicó en 1839 bajo el pseudónimo de Christoph Irenius el libro autobiográfico Una historia verdadera, en lo cual enmascaró su tierra natal Baiersbronn con el nombre Baierquell. Moehrle era casado con Röschen Friedenauer y tuvo ocho hijos (entre los cuales la esposa del escritor suizo alemán Otto Sutermeister).